# 호동초등학교
호동초등학교(湖東初等學校)는 대한민국 경기도 안산시 상록구 일동에 있는 공립 초등학교이다.

## 연혁
- 1983년 3월 1일 : 개교